# Lawrence (Kansas)
Lawrence – miasto w Stanach Zjednoczonych, w północno-wschodniej części stanu Kansas, nad rzeką Kansas. Lawrence zamieszkuje blisko 84 tys. mieszkańców i mieści się tam Uniwersytet Kansas.
W mieście rozwinął się przemysł chemiczny oraz spożywczy.